# アビシニアンズ
アビシニアンズ（英: The Abyssinians）は、ジャマイカのレゲエ・グループ。バーナード・コリンズとカールトン&ザ・シューズにいたリンフォード&ドナルドのマニングの兄弟によって、1968年に結成されたヴォーカル・トリオ。1969年、スタジオ・ワンでの「サタ・マサ・ガナ」が初録音だった。以後1976年にアルバム一作目「フォワード・オン・トゥ・ザイオン」、1978年に二作目「アライズ」を発表した。グループ名はエチオピアの旧名「アビシニア」からきている。

## ディスコグラフィー

### スタジオ・アルバム
- 1976 : Satta Massagana - Jam Sounds (reissued 1988 on Clinch, 1993, 2007 on Heartbeat, also released as Satta and Forward on to Zion)
- 1978 : Arise - タフ・ゴング/ヴァージン・レコード/Clinch
- 1998 : Reunion - Artists Only

### コンピレーション・アルバム
- 1982 : Forward - アリゲーター・レコード
- 1994 : Best of the Abyssinians - Musidisc
- 1996 : 19.95 + TAX
- 1998 : Satta Dub - Tabou 1
- 1998 : Declaration of Dub - Heartbeat
- 1999 : Last Days - Clinch (credited to Bernard Collins)
- 2003 : Abyssinians & Friends Tree of Satta vol. 1 - Blood & Fire

### ライヴ・アルバム
- 2002 : Live in San Francisco - 2b1 II

## 関連写真

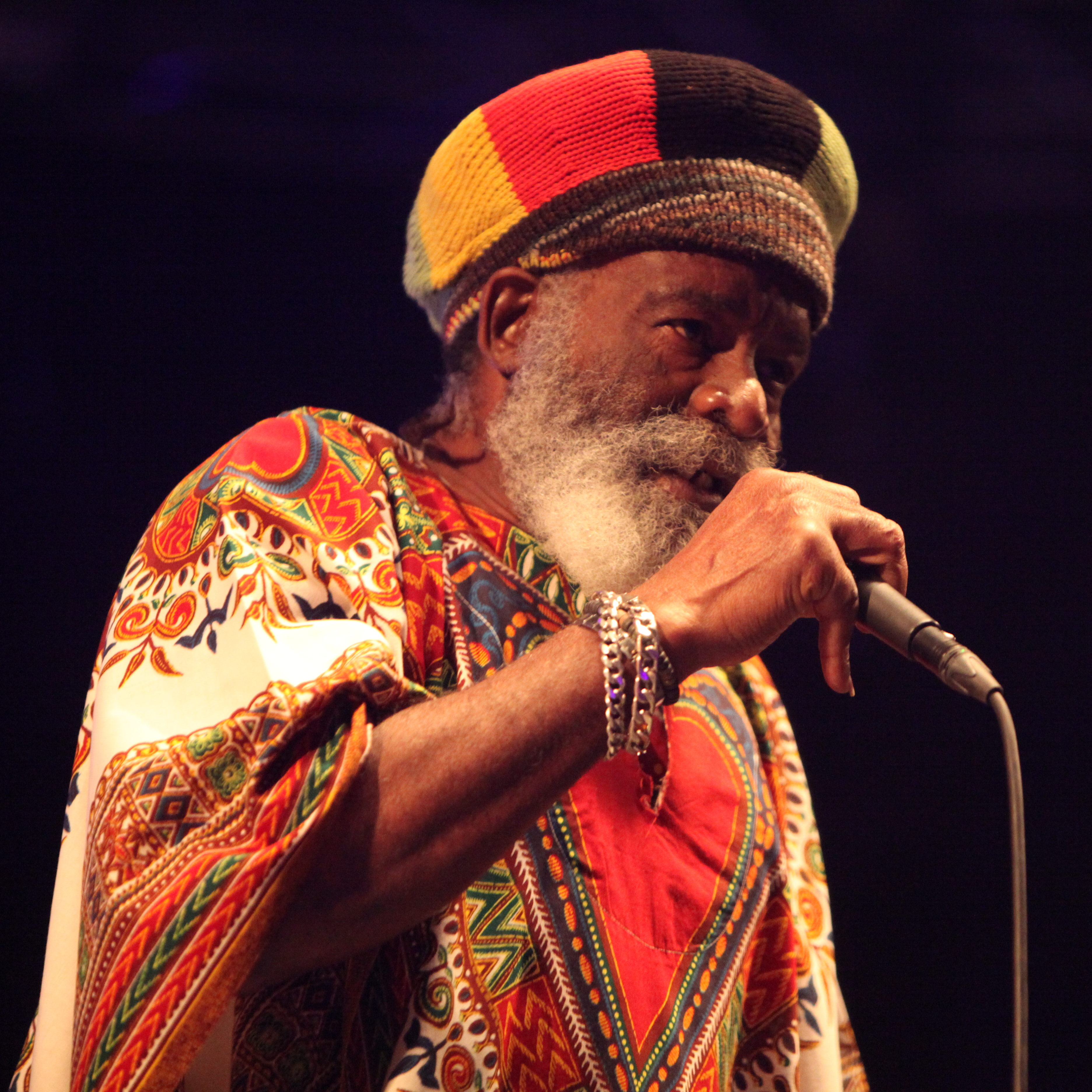
バーナード・コリンズ
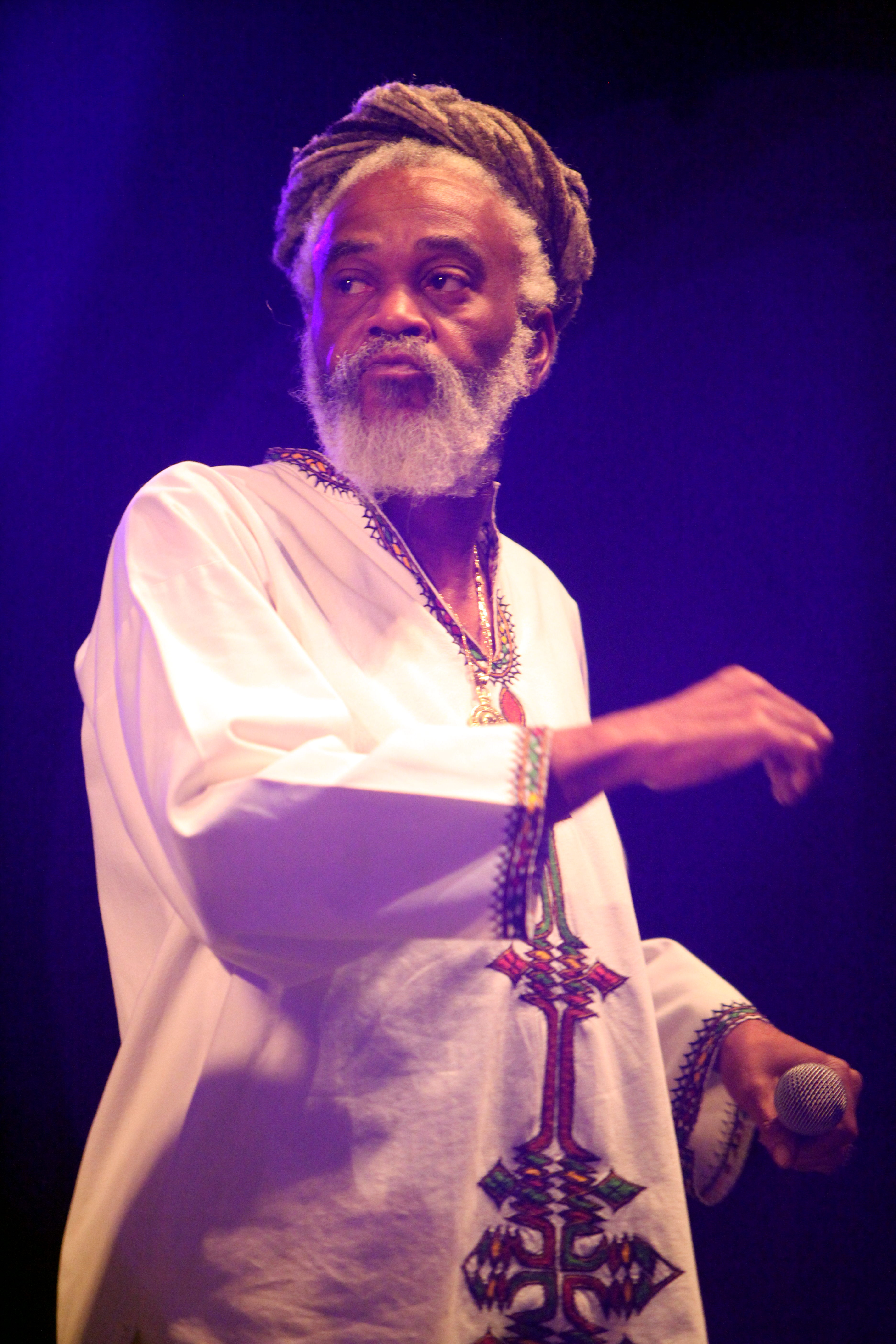
デヴィッド・モリソン